# Кальдерон, Альба
А́льба Кальдеро́н де Хиль (исп. Alba Calderón de Gil; 1908—1992) — эквадорская художница-соцреалистка, левая активистка и феминистка. Она основала движение за признание прав женщин в Эквадоре.

## Личная жизнь
В 1933 году Деметрио Агилера Мальта познакомил Альбу Кальдерон с романистом Энрике Хиль Гилбертом из «Гуаякильской группы». Кальдерон вышла замуж за Хиля Гилберта в 1934 году. Лучший друг Хиля Гилберта и писатель-социалист-реалист Хоакин Гальегос Лара был шафером на церемонии.
У Кальдерон и Хиля Гилберта было два сына: Энрике Хиль Кальдерон, хоровой дирижёр, и Антонио Хиль Кальдерон, врач и бизнесмен.

## Коммунистическая деятельность и изгнание
В 1953 году Коммунистическая партия Эквадора направила Альбу Кальдерон в качестве делегата на Третий Конгресс Международной федерации женщин для борьбы за мир и защиту женщин и детей. Затем она организовала Союз женщин Гуая, генеральным секретарём которого она была избрана, президентом была Аврора Эстрада, а вице-президентом Бланка Арсе де Сальседо. В 1958 году она помогла многочисленным кубинским беженцам и дважды побывала на Кубе вскоре после Кубинской революции. Между 1961 и 1963 годами Кальдерон была депутатом местного собрания провинции Гуаяс во время президентства Карлоса Хулио Аросемены Монроя.
Но во время диктатуры 1963 года правительство арестовало нескольких лидеров и членов коммунистической партии, вследствие чего Альба Кальдерон была вынуждена уехать в изгнание в Чили. Её муж Хиль Гилберт, который был высокопоставленным членом коммунистической партии, был заключён в тюрьму на 15 месяцев, а её сын Энрике и его семья были вынуждены скрываться. Союз женщин Гуаяс был распущен в это время, но годы спустя его члены основали Объединённый фронт женщин во главе с Аной Абад де Монрой в качестве его президента, целью которого было развитие женщин в исторической структуре Эквадора.

## Карьера художницы
Альба Кальдерон была художницей-соцреалистом, чьи произведения искусства включают картины, написанные акварелью, рисунки и эскизы, которые обычно характеризуются изображением повседневных условий рабочего класса и бедноты Эквадора. Её работы выставлялись в Кито, Лиме, Сантьяго, Каракасе, Нью-Йорке и Париже.
В 2004 году музей Центрального банка Эквадора в Гуаякиле приобрел некоторые картины Кальдерона у её сына Энрике Хиля Кальдерона. Другие картины можно найти в Доме эквадорской культуры. Частные владельцы, такие как искусствовед Хуан Хадатти Салтос и Сесилия Хасинг, также сдали свои частные коллекции для выставок.
Одна из самых замечательных и сложных картин Кальдерон — Escogedoras de cafe (Сборщики кофе) (1939). На этой картине в тропических тонах крестьяне трудятся на кофейной плантации, а мажордом с мачете в ножнах наблюдает за ними. Крестьяне изображаются как коллектив, индивидуальность не имеет значения; поэтому их лица не показаны или покрыты сомбреро.